# 鵜池站
鵜池站（日语：／ Unoike eki */?）是位於福岡縣八女市大字鵜池，日本國有鐵道（國鐵）矢部線的鐵路車站（廢站）。

## 歷史
- 1945年（昭和20年）12月26日：矢部線全線開通，此客運車站同日啟用[1]。
- 1947年（昭和22年）11月1日：結束車載貨運業務[3]。
- 1961年（昭和36年）9月1日：結束貨運和行李起卸業務[2][4]。成為無人車站[5]。
- 1985年（昭和60年）4月1日：隨著矢部線全線被廢除，此站也被廢除[2]。

## 車站構造
此站為無人車站，設有1面1線的單式月台。當初設有木製站舍，並設有職員當值。在成為無人車站後，站舍於1962年（昭和37年）撤去。月台上設有候車處。為了紀念開業，於月台上種植了櫻花樹。

## 現狀
現時車站遺址變成道路。附近還有九州自動車道立體相交，路軌遺址/道路在高架橋下。 

## 相鄰車站
日本國有鐵道（國鐵）
矢部線
花宗－鵜池－蒲原

## 注腳
1. 1 2  「運輸省告示第596号」《官報》1945年12月24日（続き）（國立國會圖書館數碼化收藏）
2. 1 2 3  石野哲 (编).  初版. JTB. 1998-10-01: 700. ISBN 978-4-533-02980-6 （日语）.
3. ↑  「運輸省告示第283号」《官報》1947年10月27日（國立國會圖書館數碼化收藏）
4. ↑  . 官報. 1961-08-29 （日语）.
5. ↑  . 鐵道公報（日语：鉄道公報） (日本國有鐵道總裁室文書課). 1961-08-29: 3 （日语）.

## 相關項目
- 日本鐵路車站列表 U